# Samuel Hitt Elbert

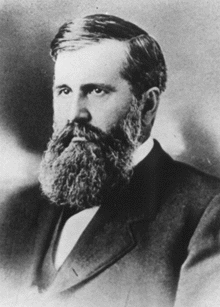
Samuel Hitt Elbert

Samuel Hitt Elbert (* 3. April 1833 im Logan County, Ohio; † 27. November 1899 in Galveston, Texas) war ein US-amerikanischer Jurist und Politiker und von 1873 bis 1874 sechster Gouverneur des Colorado-Territoriums.

## Frühe Jahre
Im Alter von sieben Jahren zog Elbert mit seinen Eltern in das Iowa-Territorium, wo er die öffentlichen Schulen besuchte und danach Landwirtschaft studierte. Danach studierte er bis 1854 an der Ohio Wesleyan University. Nach einem Umzug in das Nebraska-Territorium begann er dort als Rechtsanwalt zu arbeiten. Dort war er auch an der Gründung der Republikanischen Partei in diesem Gebiet beteiligt. Im Jahr 1860 nahm Elbert als Delegierter an der Republican National Convention in Chicago teil, auf der Abraham Lincoln als Präsidentschaftskandidat nominiert wurde.

## Gouverneur und Richter in Colorado
Zwischen 1862 und 1867 war Elbert Staatssekretär im Colorado-Territorium. Auch in diesem Gebiet war er am Aufbau der Republikanischen Partei beteiligt. Sein Mentor war der damalige Territorialgouverneur John Evans, der dann auch sein Schwiegervater wurde. Als Staatssekretär musste er in dieser Zeit öfter den Gouverneur in dessen Abwesenheit vertreten. Im Jahr 1873 wurde Elbert von US-Präsident Ulysses S. Grant zum neuen Gouverneur des Colorado-Territoriums ernannt. Im Sommer dieses Jahres kam der Präsident persönlich und als erster US-Präsident überhaupt in das Gebiet der Rocky Mountains. Er übernachtete in der Wohnung des Gouverneurs und traf sich auch mit Vertretern der Indianer. Elbert blieb bis zum 19. Juni 1874 in seinem Amt.
Im Jahr 1877 wurde Elbert als Richter an den Colorado Supreme Court berufen. Dort war er bis 1889 tätig. Zwischen 1879 und 1883 war er sogar Oberster Richter (Chief Justice) von Colorado.
Das Elbert County, die Stadt Elbert und der Mount Elbert in den Rocky Mountains wurden nach Samuel Elbert benannt.